# Marcomanni

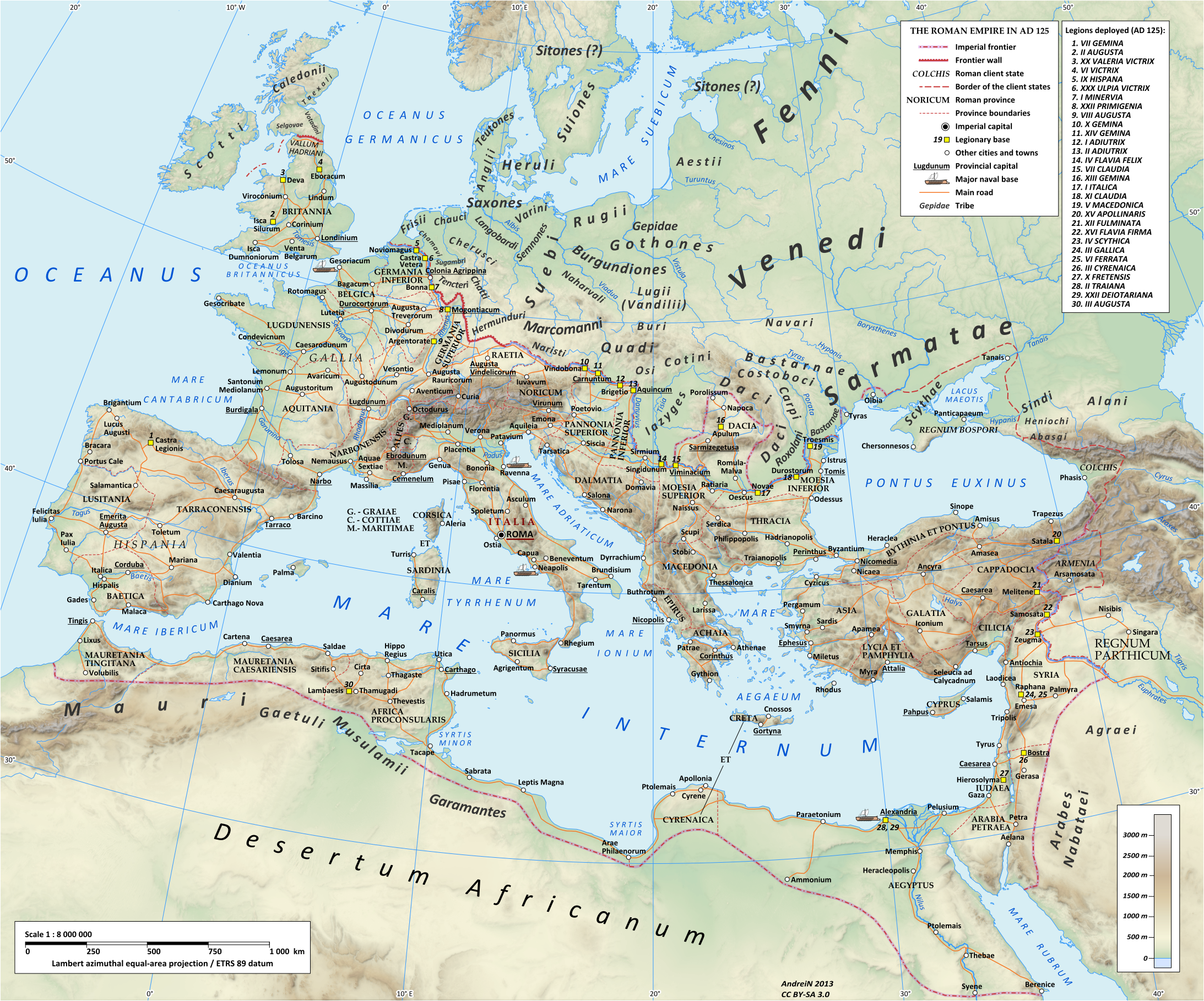
Bản đồ của đế quốc La Mã dưới thời Hadrian (117-138), cho thấy khu vực của người Marcomanni ở vùng phía trên sông Donau (bây giờ là Bắc Áo/Cộng hòa Séc)

Marcomanni là một liên minh bộ lạc Đức đến sống ở một vương quốc hùng mạnh ở phía bắc của sông Donau, trong khu vực gần Bohemia hiện đại, trong thời kỳ đỉnh cao quyền lực của đế chế La Mã gần đó. Theo Tacitus và Strabo họ là người Suebi.

## Tên gọi
Từ Marcomanni là tiếng Latinh lấy từ tiếng Đức cổ Markomannen, do 2 chữ Mark (vùng biên giới) và Männer (đàn ông) nhập lại.